# حيدر صبحي عفات
حيدر صبخي عفات الجوراني وهو سياسي عراقي شغل منصب عضو في مجلس النواب العراقي في دورته الأولى من عام 2005 إلى 2010. ورشح ان يكون وزير الشباب والرياضة. كان رئيس كتلة مستقلون ورئيس لجنة الشباب والرياضة 